# Turistická značená trasa 2628
 Turistická značená trasa č. 2628 měří 7,3 km a spojuje obec Staré Hory (okres Banská Bystrica) a vrchol Krížnou (okres Ružomberok) v pohoří Velká Fatra na Slovensku.

## Průběh trasy
Ze Starých Hor prudce a dlouze stoupá zalesněným terénem k vrcholu Majerova skala, dále už mírnějším stoupáním odlesněným hřebenem s výhledy až na vrchol Krížna (Velká Fatra).
| Km  | Místo                 | Navazující a křižující trasy                                                       | Souřadnice                      | Nadm. výška  |
| --- | --------------------- | ---------------------------------------------------------------------------------- | ------------------------------- | ------------ |
| 0   | Staré Hory, kaplnka   | 0815 (Partyzánský chodník), 2616, 5432, 5634, 8434, Náučný chodník J. D. Matejovie | 48°50′19″ s. š., 19°6′55″ v. d. | 481 m n. m.  |
| 4,3 | Majerova skala        |                                                                                    | 48°51′40″ s. š., 19°6′26″ v. d. | 1265 m n. m. |
| 5,6 | Pod Líškou            | 8454                                                                               | 48°51′57″ s. š., 19°5′31″ v. d. | 1281 m n. m. |
| 6,2 | Líška                 |                                                                                    | 48°52′4″ s. š., 19°5′9″ v. d.   | 1445 m n. m. |
| 7   | Rázcestie pod Krížnou |                                                                                    | 48°52′29″ s. š., 19°4′51″ v. d. | 1531 m n. m. |
| 7,3 | Krížna                | 0870 (Velkofatranská magistrála), 0801 (Cesta hrdinů SNP)                          | 48°52′36″ s. š., 19°4′44″ v. d. | 1574 m n. m. |